# 塞爾蒂格巴赫河
46°46′5″N 9°48′4″E / 46.76806°N 9.80111°E

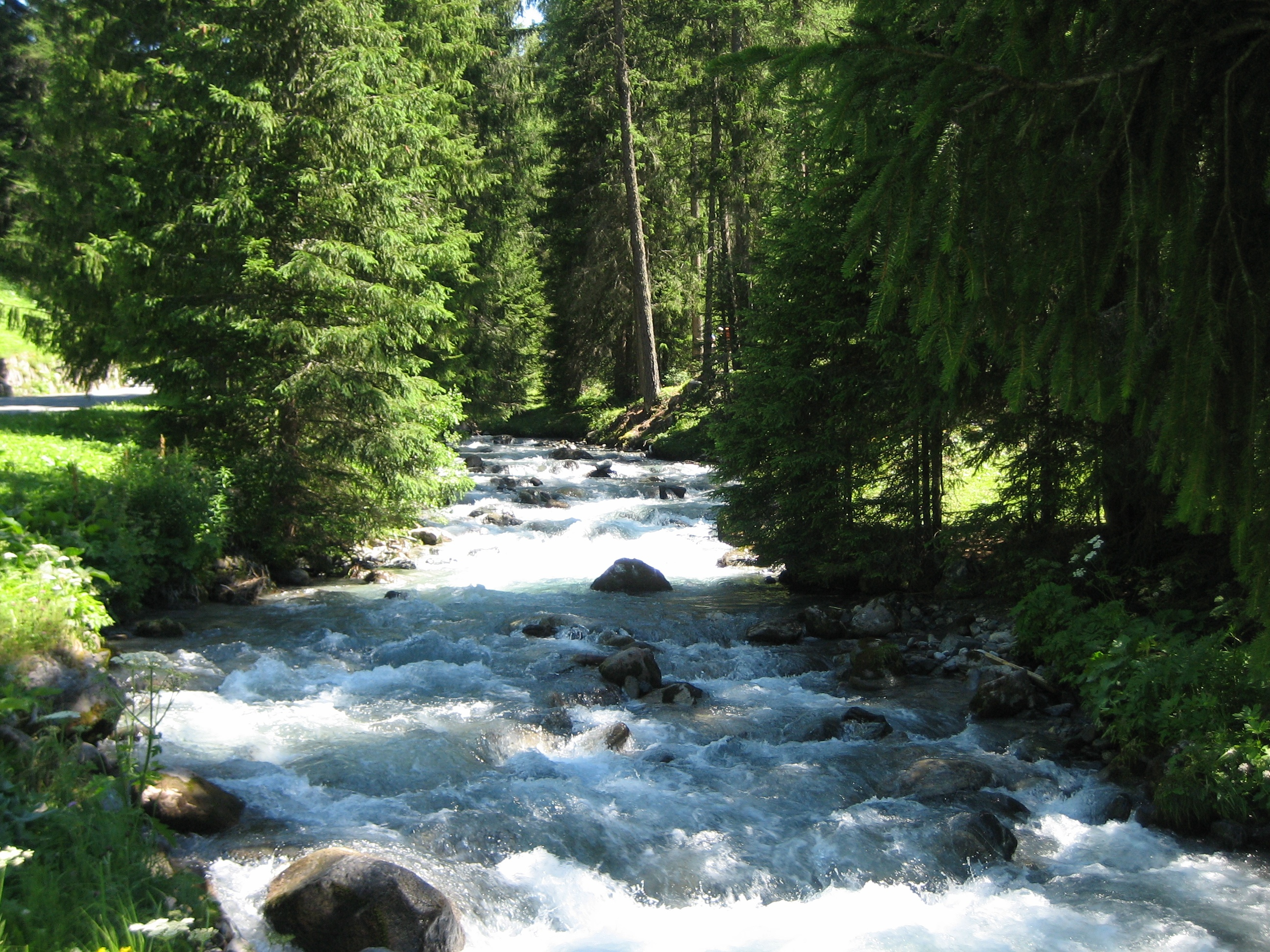

塞爾蒂格巴赫河是瑞士的河流，位於該國東南部，流經格勞賓登州，屬於蘭德瓦瑟河的左支流，河道全長12.1公里，流域面積47.2平方公里，河口處在達沃斯。